# Werner Riepel
Werner Riepel (* 18. Mai 1922 in Hamburg; † 18. August 2012 ebenda) war ein deutscher Schauspieler, Sänger (Bass), Hörspiel- und Synchronsprecher.

## Leben

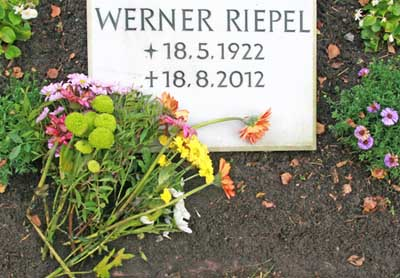
Die Grabstätte des Schauspielers Werner Riepel im so genannten Urnenkreis auf dem Hauptfriedhof Altona.

Werner Riepel nahm nach Beendigung seiner Schulausbildung Schauspielunterricht bei Helmuth Gmelin. Danach absolvierte er eine Gesangsausbildung. Viele Jahre hatte er in Hamburg und Bonn Engagements an verschiedenen Spielstätten als Bass-Buffo. Ab 1958 war er unter anderem am Staatstheater Darmstadt unter Vertrag.
Im Jahre 1965 holte ihn Hans Mahler an das Ohnsorg-Theater nach Hamburg. Das Theater wurde fortan seine berufliche Heimstätte. Durch die regelmäßigen Fernsehaufzeichnungen des NDR wurde er schnell beim deutschen Fernsehpublikum bekannt und avancierte so zu einem vielgeliebten Volksschauspieler. In den ersten Jahren trat er zumeist in größeren Nebenrollen auf. Nach dem Tode von Otto Lüthje übernahm er dessen Rollenfach. So sah man ihn jetzt meist in der männlichen Hauptrolle, oft als Partner von Heidi Kabel. Auch als Sänger trat er ab und zu in Erscheinung, wie 1966 in Die Königin von Honolulu.
Seit Ende der 1940er Jahre sah man ihn in kleineren Film- und Fernsehrollen, darunter in Falschmünzer am Werk (1951) mit Paul Klinger, Des Teufels General (1955) mit Curd Jürgens und Die letzte Nacht der Titanic (1955) mit Heinz Drache. Als Synchronsprecher lieh er u. a. Harry Lewis im US-amerikanischen Spielfilm Gefährliche Leidenschaft seine Stimme. Auch in der Western-Serie Bonanza war er in verschiedenen Synchronrollen zu hören. In mehreren Hörspielen, vor allem unter Regisseur Fritz Schröder-Jahn, trat er in größeren und kleineren Nebenrollen auf, wie in Die Feuerinsel oder Die Heimkehr des Kapitäns Tizoni (1954) mit Erwin Linder oder in Vater und Lehrer (1968) mit Walter Richter.
Bis 1990 stand Werner Riepel auf der Bühne des Ohnsorg-Theaters. Seine letzte Rolle spielte er als Bäckermeister Heinrich Hintzpeter in der Komödie Een Mann mit Charakter von Wilfried Wroost. Danach zog er sich ins Privatleben zurück. Riepel war mit Charlotte Riepel, geb. Weyermüller (1915–1992) verheiratet und lebte in Hamburg.
Die Urnenbeisetzung fand am 14. September 2012 auf dem Hauptfriedhof Altona statt. Das Grab des Ehepaares befindet sich im sogenannten Urnenkreis.

## Filmografie
- 1949: Das Fräulein und der Vagabund (Regie: Albert Benitz)
- 1950: Der Fall Rabanser (Regie: Kurt Hoffmann)
- 1950: Lockende Gefahr (Regie: Eugen York)
- 1951: Falschmünzer am Werk (Regie: Louis Agotay)
- 1953: Das Chiffontuch (Fernsehspiel, Regie: Hans Lietzau)
- 1955: Des Teufels General (Regie: Helmut Käutner)
- 1955: Die letzte Nacht der Titanic (Fernsehspiel, Regie: Volker von Collande)
- 1955: Das Streichholz unterm Bett (Fernsehspiel, Regie: Detlof Krüger)
- 1955: Die bösen Männer (Fernsehspiel, Regie: Curt Goetz-Pflug)
- 1963: Hafenpolizei (Fernsehserie, Folge: Marihuana, Regie: John Olden)
- 1964: Sechs Stunden Angst (Fernsehspiel, Regie: Eugen York)
- 1964: Gewagtes Spiel (Folge: Der Kopfsprung, Regie: Eugen York)
- 1968: Ein Sarg für Mr. Holloway (Fernsehspiel, Regie: Harald Vock)
- 1968: Otto und die nackte Welle (Regie: Günther Siegmund)
- 1969: Haifischbar (Unterhaltungssendung)
- 1969: Percy Stuart (Fernsehserie, Folge: Der reichste Mann der Welt, Regie: Ernst Hofbauer)
- 1970: Haifischbar (Unterhaltungssendung)
- 1971: Sparks in Neu-Grönland (Regie: Joachim Hess)
- 1975: Am laufenden Band (Unterhaltungssendung mit Rudi Carrell, Gastauftritt)
- 1985: Erbin sein – dagegen sehr (Fernsehserie, Regie: Hermann Leitner)
- 1986: Tante Tilly (Fernsehserie, Regie: Volker Vogeler)

## Aufzeichnungen aus dem Ohnsorg-Theater
- 1966: Nichts gegen Frauen (Ludwig Witt) – Regie: Hans Mahler, Alfred Johst, mit Ernst Grabbe, Edgar Bessen, Heinz Lanker, Heidi Kabel, Heidi Mahler
- 1966: Gastwirt Goebel (Ludwig Geerken) –  Regie: Günther Siegmund, mit Otto Lüthje Erna Raupach-Petersen, Ulla Mahrt
- 1966: Die Königin von Honolulu (Jonni Wiedebüx) – Regie: Günther Siegmund, mit Otto Lüthje, Jochen Schenck, Erna Raupach-Petersen,  Heidi Mahler
- 1968: Zwei Kisten Rum – Regie: Günther Siegmund, mit Wiebke Allert, Otto Lüthje, Heini Kaufeld – (1. Aufzeichnung in Farbe)
- 1969: Ein Mann mit Charakter – Regie: Hans Mahler, mit Heidi Mahler, Heidi Kabel, Jürgen Pooch, Gertrud Prey, Ernst Grabbe
- 1969: Schneider Nörig (Pann, Barbier, Tines Mann) – Regie:Hans Mahler, mit Henry Vahl, Heidi Mahler, Hilde Sicks, Edgar Bessen, Heini Kaufeld
- 1970: Mensch sein muß der Mensch (Johannes Wilke, Polizeimeister) – Regie: Hans Mahler, mit Edgar Bessen, Gisela Wessel, Heini Kaufeld, Hilde Sicks
- 1970: Trautes Heim (Walter Schmidt) – Regie: Günther Siegmund, mit Heidi Mahler, Jürgen Pooch,  Otto Lüthje, Heidi Kabel, Ernst Grabbe
- 1971: Der möblierte Herr (August Käselau) – Regie: Günther Siegmund, mit Heidi Kabel, Jürgen Pooch, Hedy Schlossarek, Gisela Wessel, Helga Feddersen
- 1971: Mein Mann, der fährt zur See (Karl Theodor Brammer) – Regie: Günther Siegmund, mit Christa Wehling, Edgar Bessen, Herma Koehn, Otto Lüthje, Henry Vahl
- 1972: Das Herrschaftskind (Krischan) – Regie: Günther Siegmund, mit Heidi Kabel, Heidi Mahler, Rudolf Möller
- 1972: Zwei Engel (Willy Schünzel, Kolonialwarenhändler) – Regie: Günther Siegmund, mit Heidi Kabel, Heidi Mahler, Heinz Lanker, Jürgen Pooch
- 1973: Vier Frauen um Kray (Asmus) – Regie: Günther Siegmund, mit Jochen Schenck, Christa Wehling, Edgar Bessen
- 1973: Rund um Kap Horn (Käpt’n Nass) – mit Heidi Kabel, Heidi Mahler, Jürgen Pooch
- 1973: Brand-Stiftung (Pfarrer Brand) – Regie: Heinz Lanker, mit Erna Raupach-Petersen, Jens-Werner Fritsch, Heidi Kabel
- 1974: Der schönste Mann von der Reeperbahn (Kapitän Pinkeroog) – Regie: Jochen Schenck, mit Edgar Bessen, Heidi Kabel, Heidi Mahler
- 1974: Tratsch im Treppenhaus (Bernhard Trammsen) – Regie: Karl-Otto Ragotzky, mit Heini Kaufeld, Hilde Sicks, Heidi Kabel
- 1975: Der Weiberhof (Wilhelm) – Regie: Alfred Johst, mit Heidi Kabel, Heidi Mahler, Edgar Bessen
- 1975: Frau Pieper lebt gefährlich – Regie: Jochen Schenck, mit Heidi Kabel, Fritz Hollenbeck, Herma Koehn
- 1976: Wenn der Hahn kräht – Regie: Günther Siegmund, mit Karl-Heinz Kreienbaum, Hilde Sicks, Uwe Dallmeier, Ernst Grabbe
- 1976: Frauen an Bord (Jochen) – Regie: Günther Siegmund, mit Jürgen Pooch, Heidi Mahler, Edgar Bessen
- 1977: Die Venus von Müggensack – Regie: Günther Siegmund, mit Heidi Kabel, Edgar Bessen, Gisela Wessel
- 1977: Rum aus Jamaika – Regie: Alfred Johst, mit Ursula Hinrichs, Heini Kaufeld, Heinz Lanker
- 1978: Willems Vermächtnis – Regie: Karl-Heinz Kreienbaum, mit Heidi Kabel, Heidi Mahler, Jürgen Pooch
- 1979: Ein Mann mit Charakter – mit Heidi Kabel, Hilde Sicks, Jürgen Pooch
- 1980: Lotte spielt Lotto – mit Heidi Kabel, Heidi Mahler, Jürgen Pooch
- 1981: Das Kuckucksei – Regie: Karl-Heinz Kreienbaum, mit Heidi Kabel, Heidi Mahler, Jürgen Pooch
- 1981: Kollege Generaldirektor (Hannes Pottmann) – Regie: Karl-Otto Ragotzky, mit Heidi Kabel, Herma Koehn, Jens Scheiblich
- 1981: Hamburger Bier – Regie: Karl-Otto Ragotzky, mit Jürgen Pooch, Heidi Mahler, Hanno Thurau
- 1982: Verteufelte Zeiten – mit Jürgen Pooch, Heidi Kabel, Herma Koehn
- 1983: Gute Nacht, Frau Engel (Heinrich) – Regie: Henry-Ernst Simon, mit Heidi Kabel, Christa Wehling, Uta Stammer
- 1983: Die fröhliche Tankstelle – Regie: Karl-Otto Ragotzky, mit Jens Scheiblich, Christa Wehling, Evelin Jakob
- 1984: Oh, diese Eltern – Regie: Alfred Johst, mit Heidi Kabel, Jürgen Pooch, Herma Koehn, Hans Timmermann
- 1984: Kein Auskommen mit dem Einkommen (Friedrich Sprott) – mit Karl-Heinz Kreienbaum, Heidi Kabel, Christa Wehling, Ulla Mahrt
- 1986: Der Trauschein (Rudolph Broders) – mit Heidi Kabel, Meike Meiners, Jasper Vogt
- 1988: Wenn du Geld hast (Julius Kappelhoff) – Regie: Hans Timmermann, mit Heidi Kabel, Jürgen Pooch, Heidi Mahler

## Hörspiele
- 1948: Vier Jahre und ein Tag – Regie: Ludwig Cremer, mit Peter Mosbacher, Gisela Mattishent, Hans Quest, Carl Voscherau
- 1951: Europa – Traum oder Wirklichkeit? (Löwe, der alles will) – Regie: Fritz Schröder-Jahn, mit Hilde Krahl, Heinz Klevenow, Eduard Marks
- 1952: Früher Schnee am Fluß (Der Offizier) – Regie: Fritz Schröder-Jahn, mit Hans Lietzau, Helmut Peine, Andreas von der Meden
- 1952: Die große Masche – Regie: Fritz Schröder-Jahn, mit Wolfgang Wahl, Hardy Krüger, Josef Dahmen
- 1952: Aus dem Leben eines Arztes. Der Chirurg Ferdinand Sauerbruch erzählt (Russischer Student) – Regie: Fritz Schröder-Jahn, mit Willy Maertens, Eduard Marks, Mirjam Ziegel-Horwitz
- 1952: Der Narr mit der Hacke (1. Lastträger) – Regie: Fritz Schröder-Jahn, mit Benno Sterzenbach, Heinz Klingenberg, Adolf Adler
- 1953: Eine Träne des Teufels – Regie: Helmut Käutner, mit Albert Florath, Helmut Käutner, Hannelore Schroth, Ruth Leuwerik
- 1953: Die Reiherjäger (Gaucho) – Regie: Gustav Burmester, mit Robert Meyn, Angèle Durand, Klaus Kammer
- 1954: Die Feuerinsel oder Die Heimkehr des Kapitäns Tizoni (Renzo), Regie: Fritz Schröder-Jahn, mit Erwin Linder, Günther Schramm, Josef Dahmen
- 1954: Meine Frau wohnt nebenan (Achim) – Regie und Hauptrolle: Erik Ode, mit Gitta Lind, Gustl Busch, Heinz Sailer
- 1955: Marcos Millionen (nach Eugene O’Neill) (Steuermann) – Regie: Ludwig Cremer, mit Will Quadflieg, Joseph Offenbach, Josef Dahmen
- 1955: Kress wird geheilt – Regie: Gustav Burmester, mit Benno Sterzenbach, Heinz Klingenberg, Arnold Marquis
- 1961: Die Jagd nach dem Täter; Folge: Feuer vor der Küste (Bootsführer Fischer) – Regie: S. O. Wagner, mit Hans Tügel, Günther Briner, Katharina Treller
- 1965: Die Kinder der Elisa Rocca (Invalide) – Regie: Hans Rosenhauer, mit Renate Heilmeyer, Charlotte Schellenberg, Regine Lamster
- 1967: Pastorale 67 (Singer) – Regie: Fritz Schröder-Jahn, mit Horst Bollmann, Horst Frank, Carl Lange
- 1968: Vater und Lehrer – Regie: Fritz Schröder-Jahn, mit Walter Richter, Uwe Friedrichsen, Walter Klam